# Vasasszonyfa
Vasasszonyfa è un comune dell'Ungheria di 390 abitanti (dati 2001). È situato nella contea di Vas.